# Rada de la République démocratique biélorusse
La Rada (le Conseil) de la République démocratique biélorusse (en biélorusse : Рада Беларускай Народнай Рэспублікі, Rada Bielarouskaï Narodnaï Riespoubliki, en abrégé Рада БНР, Rada BNR) est l'organe suprême de la République démocratique biélorusse. Depuis 1919, la Rada est en exil et est devenu l'une des organisations politiques les plus influentes de la diaspora biélorusse. En 2022, il s'agit du plus ancien gouvernement en exil,.
La Rada condamne les résultats tronqués de l'élection présidentielle en Biélorussie, le 9 août 2020, et soutient vivement les manifestations contre le président Loukachenko[réf. nécessaire].

## Historique
Après l'indépendance du pays en 1991, la Rada décide de transférer ses pouvoirs au prochain parlement élu démocratiquement. Cependant, arrivé au pouvoir démocratiquement, Alexandre Loukachenko met rapidement en place une dictature, et les élections législatives démocratiques n'ont pas lieu, ce qui repousse jusqu'à présent la fin de la Rada.

## Composition

### En exil
Depuis sa transformation en parlement en exil, la Rada de la République démocratique biélorusse est composée de 80 membres maximum. Les membres, proposés par les organisations biélorusses, doivent obtenir le soutien d'au moins deux députés, puis sont cooptés par un vote majoritaire de la Rada.

## Liste des présidents du Conseil
- Ian Sierada (1918–1919)

En exil :
- Piotra Kratchewski (en) (1919–1928)
- Vassil Zakharka (1928–1943)
- Nicolas Abramtchik (1944–1970)

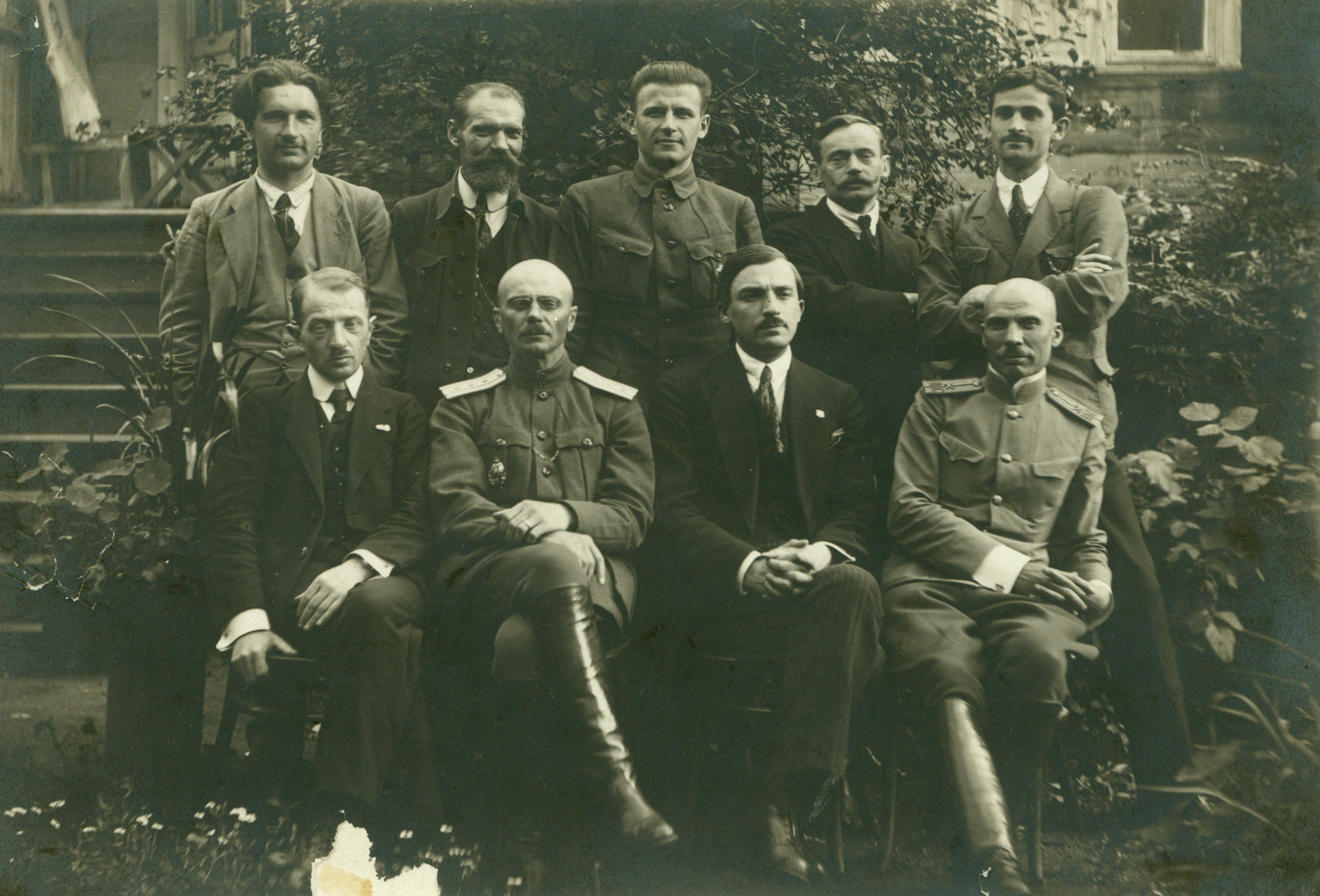
Le premier gouvernement de la RPB :
(De gauche à droite, assis) Ales Bourbis, Ian Sierada, Jazep Varonka, Vassil Zakharka ; (debout) Arkads Smolitch, Piotra Kratchewski, Kastous Iezavitau, Anton Aussianik, Liavon Zaïats.

- Vincent Jouk-Hrychkievitch (1970–1982)
- Yazep Sajytch (1982–1997)
- Ivonka Survilla (depuis 1997)

## Membres notables
- Liavon Rydlewski